# Longview
«Longview» — песня и первый сингл американской панк-рок-группы Green Day, четвёртый трек в третьем альбоме группы, Dookie (1994). Эта песня была первым синглом группы, возглавившим чарт Modern Rock в США. Клип на этот трек очень часто показывали на MTV, именно поэтому многие говорят, что благодаря ему Green Day получили популярность в мейнстриме. Является единственным треком с Dookie, который содержит ненормативную лексику.
Песня описывает сильную скуку. В ней рассказывается о дне, проведенном куря марихуану, мастурбируя и не делая ничего продуктивного. «Longview» привлекла внимание многой молодежи тех лет с их открытыми аллюзиями о мастурбации. Басист Майк Дёрнт сказал, что знаменитая бас-партия в начале песни была написана за одну ночь, когда он был под действием ЛСД и то, что можно услышать в альбоме — лишь то, что он и главный вокалист Билли Джо Армстронг могли вспомнить утром. На большинстве шоу мирового тура 21st Century Breakdown Билли Джо выбирал случайного человека из толпы, который споет песню на сцене.
В 1995 Green Day получили четыре номинации на Грэмми, включая Лучшее выступление в стиле хард-рок за «Longview». Группа выиграла награду Лучшее исполнение альтернативной музыки за Dookie. Rolling Stone поместил сингл на 3 позицию среди лучших синглов 1994 года.
«Longview» также можно найти на сборнике International Superhits!, а живое выступление может быть найдено на CD/DVD Bullet in a Bible.

## Концепт
Эта песня о скуке и курении марихуаны.Билли Джо Армстронг
Я думаю, это всё из-за жизни в дерьмовом пригороде, где нельзя даже найти хорошую радиостанцию. Я жил в Родео, Калифорния, примерно 20 минут от Окленда. Там было совсем нечего делать, и это было по-настоящему скучное место.Билли Джо Армстронг в интервью журналу Guitar Legends, Май 2005.
Когда Билли дал мне ритм к Longview, я уже был под сильным воздействием ЛСД. Я лежал напротив стены с бас-гитарой на колене. И эта партия просто пришла ко мне. Я сказал, «Билли, зацени. Неужели это не самая сумасшедшая вещь, которую ты когда-либо слышал?» Позже, мне понадобилось много времени, чтобы сыграть её, но всё было понятно, когда я был под наркотиками.Майк Дёрнт в журнале Rolling Stone, 1995.

## Список композиций
| №  | Название                                                                                    | Длительность |
| -- | ------------------------------------------------------------------------------------------- | ------------ |
| 1. | «Longview»                                                                                  | 3:59         |
| 2. | «Welcome to Paradise» (Live в Jannus Landing, Сент-Питерсберг, Флорида, 11 марта 1994 года) |              |
| 3. | «One of My Lies» (Live в Jannus Landing, Сент-Питерсберг, Флорида, 11 марта 1994 года)      |              |

Эти версии также можно найти на EP Live Tracks
| №  | Название                     | Длительность |
| -- | ---------------------------- | ------------ |
| 1. | «Longview»                   | 3:59         |
| 2. | «Going to Pasalacqua» (Live) | 4:12         |
| 3. | «F.O.D.» (Live)              | 2:44         |
| 4. | «Christie Road» (Live)       | 3:49         |

| №  | Название                                                                       | Длительность |
| -- | ------------------------------------------------------------------------------ | ------------ |
| 1. | «Longview»                                                                     | 3:39         |
| 2. | «On the Wagon»                                                                 | 2:48         |
| 3. | «F.O.D.» (Live в Jannus Landing, Сент-Питерсберг, Флорида, 11 марта 1994 года) | 2:44         |

| №  | Название                             | Длительность |
| -- | ------------------------------------ | ------------ |
| 1. | «Longview»                           |              |
| 2. | «Welcome to Paradise»                |              |
| 3. | «Coming Clean»                       |              |
| 4. | «Chump» (Live из Стокгольма, Швеция) |              |

| №  | Название                             | Длительность |
| -- | ------------------------------------ | ------------ |
| 1. | «Chump/Longview/Welcome to Paradise» | 9:01         |
| 2. | «Longview» (Video Enhancement)       | 4:10         |

## Чарты
| Чарты (1994—1995)               | Позиция |
| ------------------------------- | ------- |
| Австралия (ARIA)                | 33      |
| Великобритания (OCC UK Singles) | 30      |
| США (Billboard Hot 100)         | 36      |
| Alternative Songs (Billboard)   | 1       |